# Polikarpov Rafaelyants PR-12
 (décembre 2021).
Le Polikarpov Rafaelyants PR-12 (en russe : Полика́рпов PR-12) est un avion de ligne à hélice monomoteur de transport de passagers soviétique conçu par le bureau d'études par Polikarpov à la fin des années 1930. Cet avion ne fut construit qu'à un seul exemplaire au cours de l'année 1938 pour faire des allers-retours entre Kharkiv et Moscou.
Cet avion n'a jamais été produit en série malgré des performances tout à fait honorables pour son époque. Il est issu du Polikarpov Rafaelyants PR-5 qui, lui, fut produit en série.

## Caractéristiques
- Motorisation : Mikulin M-17B F-500 de 715 CV
- Autonomie : 800 km
- Vitesse maximale : 228 km/h
- Places : 4 passagers, 2 membres d'équipage
- Type d'aile : monoplan cantilever
- Charge transportable : supérieure à 9 500 kg